# 1650
Évszázadok: 16. század – 17. század – 18. század
Évtizedek: 1600-as évek – 1610-es évek – 1620-as évek – 1630-as évek – 1640-es évek – 1650-es évek – 1660-as évek – 1670-es évek – 1680-as évek – 1690-es évek – 1700-as évek
Évek: 1645 – 1646 – 1647 – 1648 –  1649 – 1650 – 1651 – 1652 – 1653 – 1654 – 1655

## Események

### Határozott dátumú események
- február 18. – Matei Basarab havasalföldi fejedelem, aki korábban I. Rákóczi György szövetségese volt, megerősítette a szövetséget II. Rákóczi Györggyel.[1]
- február 25. – IV. Mehmed szultán és III. Ferdinánd magyar király újabb 22 évre megújítja a zsitvatoroki és a szőnyi békét.
- április 27. – A carbisdale-i csatában a skót földre lépő royalista erők vereséget szenvednek.[2]
- június 23. – II. Károly partra száll Skóciában.
- július 28. – II. Rákóczi György szövetséget ajánl III. Ferdinándnak egy törökellenes hadjáratban.
- szeptember 3. – A dunbari csatában Oliver Cromwell csapatai legyőzik a rojalista skót sereget.[3]
- szeptember 29. – Henry Robinson Londonban megnyitja az első (történetileg dokumentált) munkaerő-közvetítő irodát.

### Határozatlan dátumú események
- október – Comenius Sárospatakra költözik.[4]
- az év folyamán –
  - II. Rákóczi György a havasalföldi vajdával szövetségben elűzi a moldvai vajdát.[5]
  - Apáczai Csere János működésének kezdete Gyulafehérvárott.[5]
  - Benedetto Odescalchi kerül a novarai püspöki székbe.[6]
  - Kara Murád pasát helyezik a budai vilajetélére. (A tartományt kapudán pasává történő kinevezéséig, 1653-ig irányítja.)[7]

## Születések
- november 14. – III. Vilmos angol király († 1702)

Bizonytalan dátum:
- Misztótfalusi Kis Miklós, nyomdász († 1702)
- Johann Jakob Walther német hegedűművész, zeneszerző († 1717)

## Halálozások
- február 11. – René Descartes francia filozófus, matematikus, természettudós (* 1596)
- Christophe Butkens  antwerpeni ciszterci apát, történész, genealógus (* 1590)